# Bombardowanie Kopenhagi
Bitwa pod Kopenhagą (1807) lub Bombardowanie Kopenhagi – operacja sił brytyjskich przeciw stolicy Danii w czasie wojen napoleońskich. Kombinowana operacja morsko-lądowa połączona z bombardowaniem miasta (16 sierpnia – 5 września 1807) zakończyła się kapitulacją Duńczyków, przejęciem ich floty przez Royal Navy i wybuchem wojny angielsko-rosyjskiej (1807-1812), zakończonej traktatem z Örebro w 1812.

## Tło wydarzeń
Po utracie większości floty po przegranej bitwie pod Kopenhagą w 1801, Duńczycy wielkim wysiłkiem odbudowali swoją flotę liniową. Flota duńska liczyła 127 okrętów (20 okrętów liniowych, 17 fregat, 12 brygów, 35 kanonierek wiosłowych i 43 mniejsze okręty). Wielka Brytania obawiała się, że Napoleon zmusi Danię do zamknięcia dla brytyjskiej żeglugi Morza Bałtyckiego. Przechwycone dokumenty sugerowały, że tajne klauzule zawarte w traktacie z Tylży (7 lipca 1807) doprowadzą do rozbicia IV koalicji i przystąpienia Danii do systemu kontynentalnego. Przejęcie duńskiej floty umożliwiłoby Napoleonowi inwazję na Anglię. Decyzję o wysadzeniu desantów na Zelandii podjęto w dniach 19–21 lipca 1807. Działania zamierzano podjąć jak najszybciej, aby w ten sposób zaskoczyć Duńczyków i zapobiec ewentualnej interwencji armii francuskiej. Jednocześnie dyplomaci brytyjscy w Danii zapewniali władze duńskie o przyjaźni, zaś w portach południowo-wschodniej Anglii szykowano siły interwencyjne.

## Siły przeciwników

### Siły brytyjskie
George Canning, brytyjski minister spraw zagranicznych, pospiesznie zebrał siły do operacji przeciw Danii, czemu sprzeciwiało się wiele autorytetów w sprawach morskich, w tym hrabia St Vincent. Główne zadanie miała wykonać armia (korpus lorda Cathcarta), a flota wspierać operacje. Siły, które 29 lipca opuściły Wielką Brytanię liczyły 380 jednostek, w tym Flotę Bałtycką adm. Jamesa Gambiera (24 okręty liniowe, 9 fregat i 22 mniejsze okręty) oraz transportowce wiozące żołnierzy z ciężką artylerią oblężniczą. Całością sił lądowych miał dowodzić William Cathcart, jego zastępcą został Harry Burrard a siłami rezerwy dowodził Arthur Wellesley. 17 tysięcy żołnierzy zostało wysłanych z Wielkiej Brytanii, ok. 10 tys. dodatkowych miał Cathcart pod swą komendą na Rugii.

#### Flota brytyjska
- „Prince of Wales”, 98 dział (adm. James Gambier, dowódca sir Home Riggs Popham, zastępca komandor Adam Mackenzie)
- „Pompee”, 74 (wadm. Henry Edwyn Stanhope, komandor Richard Dacres)
- „Centaur”, 74 (komodor Sir Samuel Hood, komandor William Henry Webley)
- „Ganges”, 74 (komodor Richard Goodwin Keats, komandor Peter Halkett)
- „Alfred”, 74 (komandor John Bligh)
- „Brunswick”, 74 (komandor Thomas Graves)
- „Captain”, 74 (kmdr Isaac Wolley)
- „Goliath”, 74 (kmdr Peter Puget)
- „Hercule”, 74 (kmdr John Colville)
- „Maida”, 74 (kmdr Samuel Hood Linzee)
- „Orion”, 74 (kmdr Sir Archibald Collingwood Dickson)
- „Resolution”, 74 (kmdr George Burlton)
- „Spencer”, 74 (kmdr Robert Stopford)
- „Vanguard”, 74 (kmdr Alexander Fraser)
- „Dictator”, 64 (kmdr Donald Campbell)
- „Nassau”, 64 (kmdr Robert Campbell)
- „Ruby”, 64 (kmdr John Draper)
- „Surveillante”, 38 (kmdr George Collier)
- „Sibylle”, 38 (kmdr Clotworthy Upton)
- „Franchise”, 36 (kmdr Charles Dashwood)
- „Nymphe”, 36 (kmdr Conway Shipley)
- „Superb”, 74 (kmdr Donald M’Leod)
- „Minotaur”, 74 (kadm. William Essington, kmdr Charles John Moore Mansfield)
- „Valiant”, 74 (kmdr James Young)
- „Inflexible”, 64 (kmdr Joshua Rowley Watson)
- „Leyden”, 64 (kmdr William Cumberland)
- „Defence”, 74 (kmdr Charles Ekins)
- „Mars”, 74 (kmdr William Lukin)
- „Agamemnon”, 64 (kmdr Robert Devereux Fancourt)
- „Africaine”, 32 (kmdr Richard Raggett)

### Siły duńskie

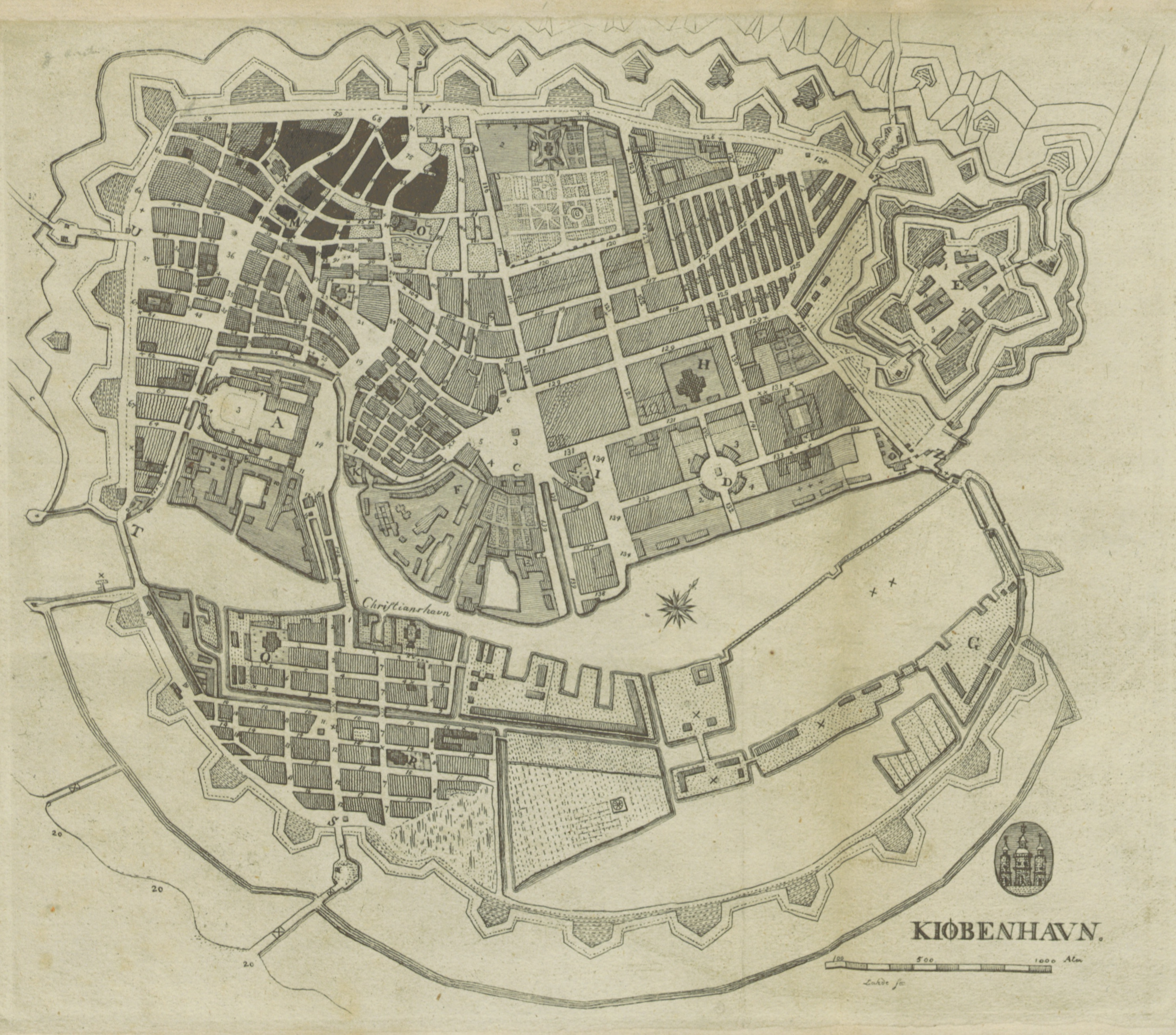
Plan fortyfikacji Kopenhagi z 1807 roku

Obrońcy nie dysponowali tak dużymi siłami jak w 1801. Fortyfikacje nadbrzeżne Kopenhagi składały się: na wschód i zachód od wejścia do portu wewnętrznego – Cytadela (20 dział) i bateria „Christianus Sextus” (46 dział); kilka małych baterii na wschodnim wybrzeżu wyspy Amager; wysunięte baterie „Trekroner” (66 dział) i „Prøvestenen” (trzy stare okręty liniowe, zatopione w 1802, 98 armat). Baterie wspierały okręty blokadowe „Mars” (60) i „Sct. Thomas” (22), pramy: „Hai” (20), „Svaerdfisk” (20), „Kjaemp” (20), 15 slupów sześciodziałowych, 11 ośmiodziałowych kanonierek i pięć mniejszych jednostek. Między Amagerem a półwyspem kotwiczyły jeszcze okręt „Mercurius” (18) i 4 małe jednostki. Łącznie lądowa artyleria liczyła 359 dział, a miejski garnizon 14 tys. żołnierzy, w tym 5 tys. oddziałów regularnych oraz 9 tys. rezerwistów i milicji. Obroną Kopenhagi dowodził gen. Ernst Peymann.

## Przebieg operacji

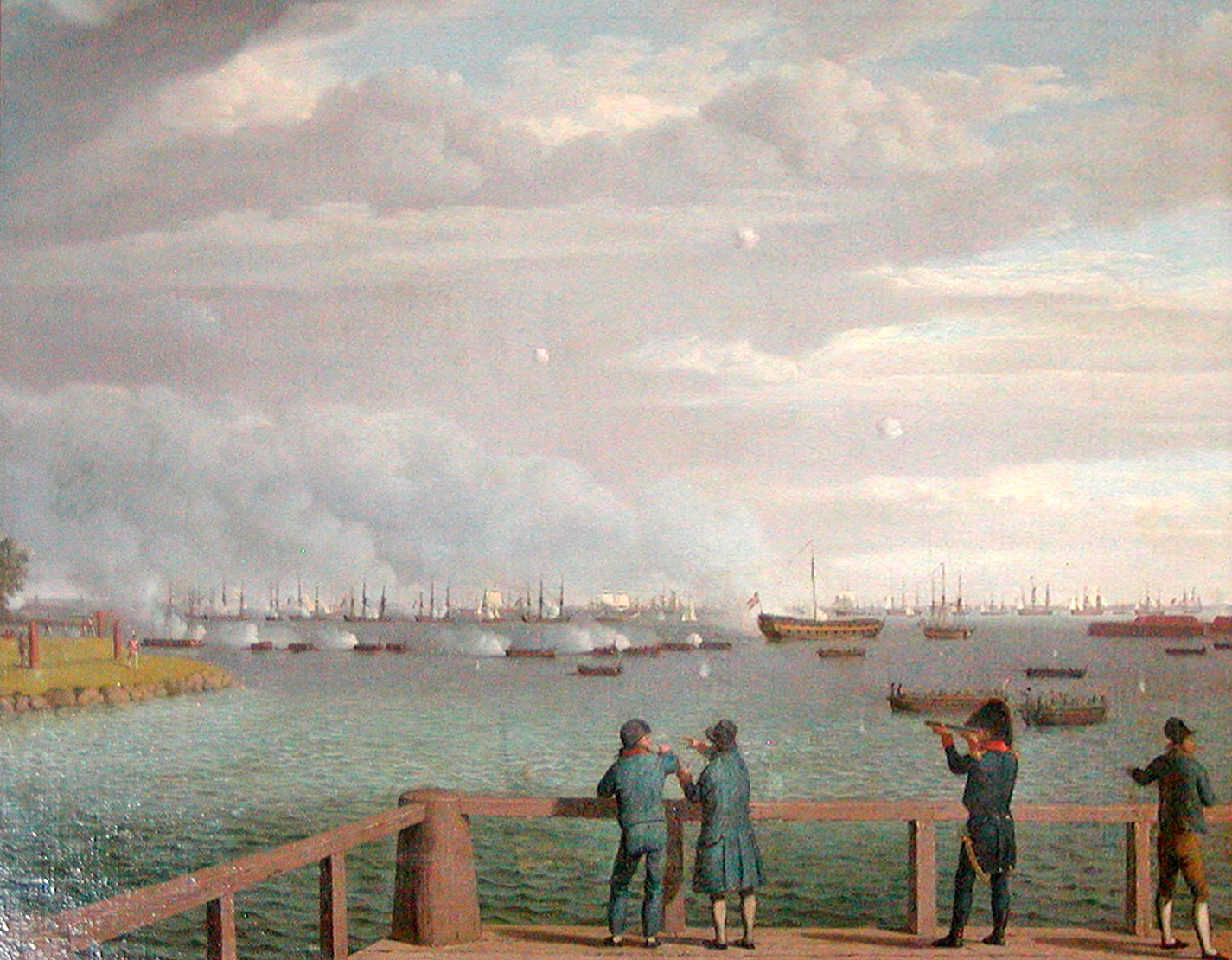
Obraz C.W. Eckersberga (1808) przedstawiający widok na bitwę z lądu

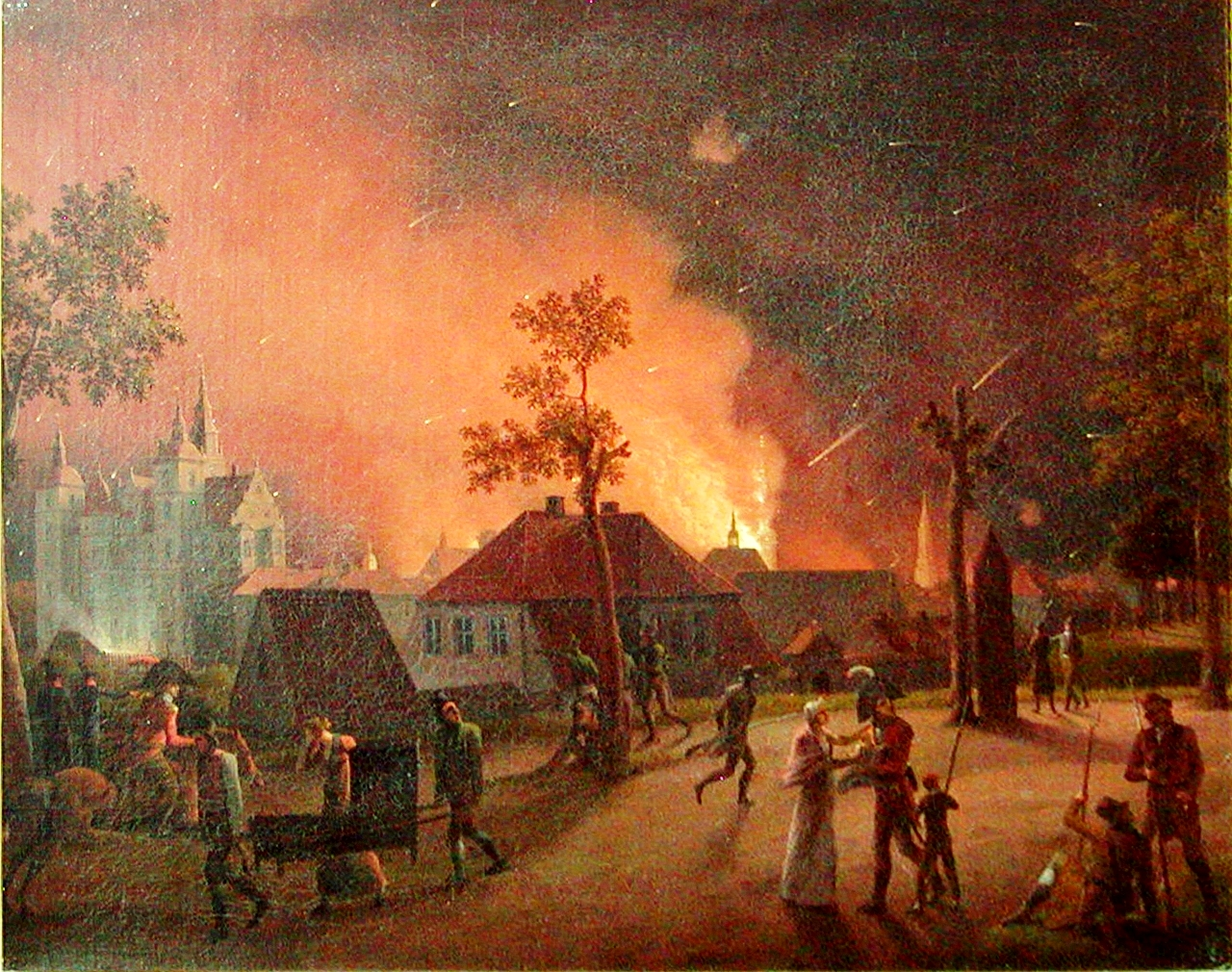
Ostrzał Kopenhagi w nocy 3/4 września (C.W. Eckersberg)

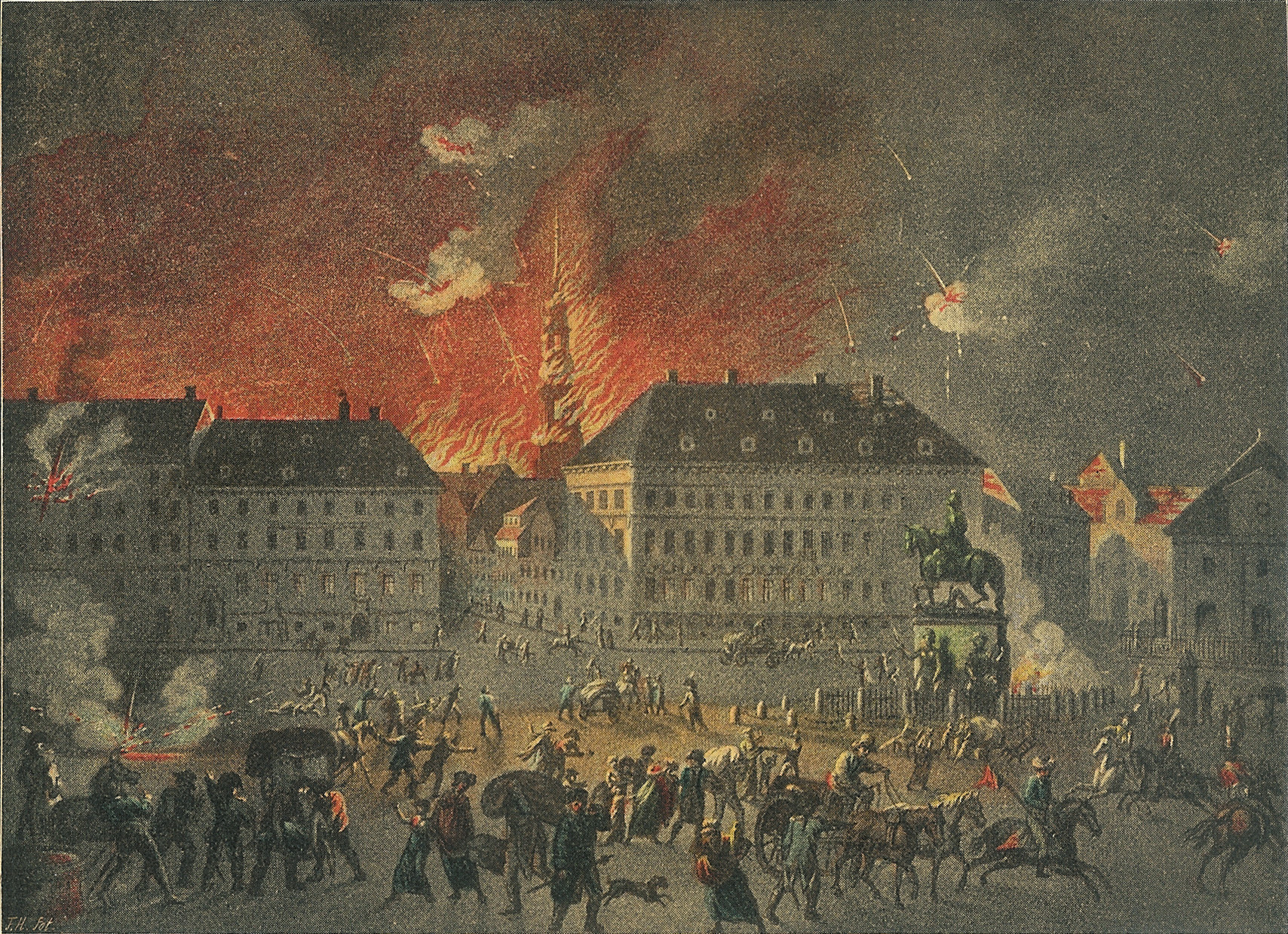
Pożar miasta w nocy 4/5 września. Obraz C.A. Lorentzena

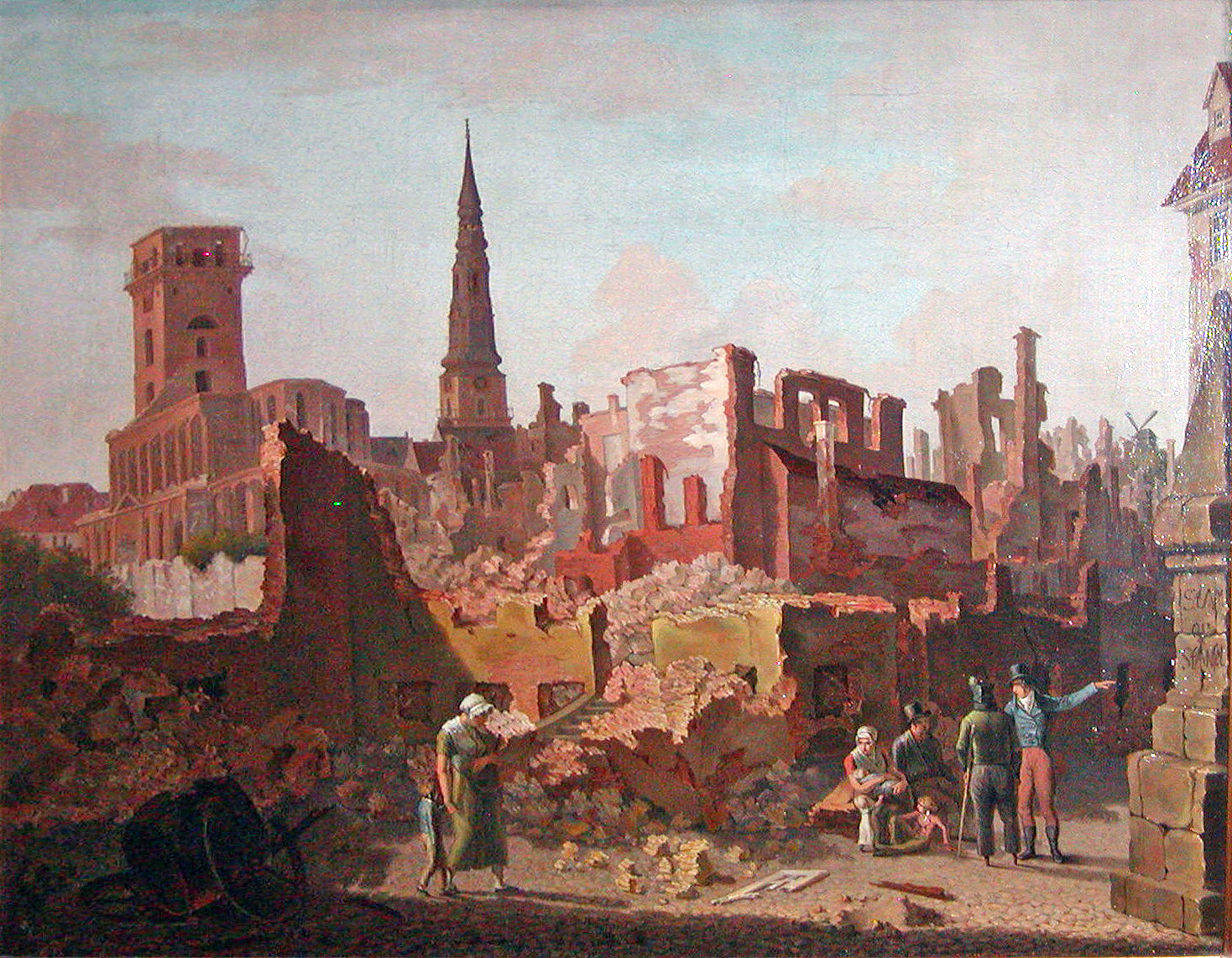
Miasto po bombardowaniu, 1807 (J.P. Møller)

Gambier wpłynął na wody Kattegatu 31 lipca i na wysokości Göteborga wysłał eskadrę kmdra Keatsa do Wielkiego Bełtu, aby zablokować ewentualne posiłki dla Kopenhagi z Jutlandii i Fionii. 3 sierpnia flota brytyjska stanęła przy północnym wejściu do Sundu, w pobliżu Helsingøru. Tam rozpoczęto przygotowania do wysadzenia wojska na ląd i oczekiwano na rezultat rozpoczętych w tym czasie rozmów angielsko-duńskich. Flota adm. Gambiera była gotowa do ataku, ale Duńczycy jeszcze nie znali brytyjskich zamiarów.
Przybycie Brytyjczyków było całkowitym zaskoczeniem dla nieprzygotowanych do obrony wojsk duńskich, których główne siły pod dowództwem księcia Fryderyka znajdowały się w Holsztynie. Na Zelandii stacjonowały jedynie niewielkie garnizony, przede wszystkim w Helsingørze i Kopenhadze. Przerzucenie wojska z Holsztynu nie wchodziło w rachubę ze względu na blokadę Wielkiego Bełtu przez zespół kmdra Keatsa (4 okręty liniowe, 3 fregaty i 10 brygów). Nie było także czasu na przeprowadzenie pełnej mobilizacji.
Dopiero 8 sierpnia brytyjski przedstawiciel dotarł do Kilonii i wręczył przebywającemu tam księciu Fryderykowi żądania wyrzeczenia się neutralności, zawarcia sojuszu z Anglią i przekazania floty duńskiej pod brytyjską kontrolę do czasu zawarcia pokoju między Anglią a Francją; podobne żądania wysunął w lipcu Napoleon – a Duńczykom trudno było odrzucić jego „ofertę”, ponieważ na ich południowej granicy stała armia marszałka Bernadotte’a licząca 70 tys. żołnierzy.
Duński książę usiłował grać na zwłokę, ale nie mógł zgodzić się na angielskie ultimatum. Wysłannik angielski nie doczekał się oficjalnej odpowiedzi, ale trwające przygotowania Kopenhagi do obrony były równoznaczne z odrzuceniem angielskich żądań. Na wiadomość o fiasku rozmów lord Gambier natychmiast podjął działania, wysadzając 16 sierpnia pod Vedbaek (dziś część Hørsholmu) i pod Skovshoved na północ od Kopenhagi większość korpusu ekspedycyjnego. W ten sposób już następnego dnia stolica Danii została odcięta od strony lądu. 20 sierpnia na brzegu zatoki Køge wysadzono korpus brytyjski przewieziony z Rugii.
Między 16 a 20 sierpnia duńskie kanonierki i pramy kilkukrotnie atakowały bez powodzenia lekkie jednostki brytyjskie wspierające lądowanie i budowę baterii oblężniczych. 21 sierpnia pod baterie duńskie zaczęły podchodzić brytyjskie liniowce. 23 sierpnia doszło do większej potyczki w okolicy fortu „Trekroner”, a 26 – na północnym krańcu perymetru; w akcji tej Duńczycy stracili slup „Stubbekjobing”, który wyleciał w powietrze. Podobny los spotkał w kolejnym starciu, 31 sierpnia, brytyjski transportowiec „Charles”.
W międzyczasie gen. Wellesley na czele pięciu batalionów piechoty, ośmiu szwadronów kawalerii i dwóch baterii dział rozbił 29 sierpnia oddział milicji duńskiej gen. Joachima Castenschiolda w starciu pod Køge. W bitwie, nazywanej Træskoslaget, Duńczycy stracili 152 zabitych i 204 rannych. Około 1500 żołnierzy duńskich dostało się do niewoli. 1 września Cathcart i Gambier zażądali kapitulacji okrążonej stolicy; żądania te ponowili dnia następnego, a wobec odmowy, okręty o 19.30 rozpoczęły ostrzał miasta.
Ostrzał trwał do 8 rano dnia następnego, choć nie mogły do niego dołączyć brytyjskie kecze bombowe, odparte przez duńskie kanonierki. Oprócz floty strzelały też baterie oblężnicze, liczące 10 haubic, 40 moździerzy i 30 armat. O szóstej wieczorem Brytyjczycy ponownie otwarli ogień, strzelając całą noc. W mieście zaczęły wybuchać pożary, stopniowo ogarniające coraz większe obszary miasta. Wobec braku kapitulacji, okręty i baterie oblężnicze strzelały niemal bez przerwy, aż do godz. 17, 5 września, gdy gen. Peymann poprosił o rozejm. W mieście szalały pożary, zginęło ok. 2000 cywilów.
Podpisane dwa dni później porozumienie zakładało wydanie przez Duńczyków całej floty i zapasów; brytyjskie oddziały miały sześć tygodni na zabranie łupu, po czym miały opuścić miasto. Łącznie Dania straciła 18 okrętów liniowych, 10 fregat, 42 mniejsze okręty wojenne i 243 statki. Pozostały jej dwa okręty liniowe w portach norweskich, a część z zatopionych przez Anglików jednostek udało się potem odzyskać i przywrócić do służby. Brytyjczycy wycofali się 21 października, zabierając zdobycze. Z 15 liniowców doprowadzonych do Wielkiej Brytanii, tylko cztery weszły do aktywnej służby w Royal Navy, podobnie jak kilka fregat i slupów; większość jednostek uznano za niewarte aktywnego użytkowania. 4 listopada Wielka Brytania oficjalnie wypowiedziała Danii wojnę. Duńczycy zbudowali wkrótce znaczną liczbę kanonierek, którymi prześladowali jednostki brytyjskie przechodzące przez Cieśniny Duńskie, ale ich sukcesy były bardzo ograniczone.

### Poddane okręty duńskie

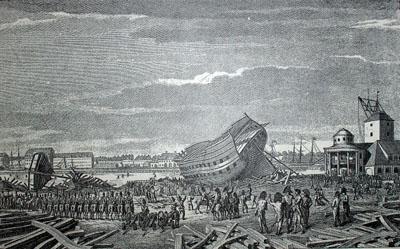
Brytyjscy żołnierze niszczący statki na pochylniach remontowych

Na mocy aktu kapitulacji z 7 września, Duńczycy poddali następujące okręty:

Okręty liniowe
- „Christian den Syvende”, 84 działa – zabrany do Wielkiej Brytanii, wcielony do Royal Navy jako „Christian VII”, 80
- „Neptunus”, 80 – uszkodzony i spalony po drodze
- „Valdemar”, 80 – zabrany do Wielkiej Brytanii, wcielony do Royal Navy jako „Waldemar”, 80
- „Danmark”, 76 – zabrany do Wielkiej Brytanii, wcielony do Royal Navy jako „Danmark”, 74
- „Norge”, 78 – zabrany do Wielkiej Brytanii, wcielony do Royal Navy jako „Norge”, 74
- „Fyen”, 70 – zabrany do Wielkiej Brytanii, wcielony do Royal Navy jako „Fyen”, 74
- „Kronprins Friderich”, 70 – zabrany do Wielkiej Brytanii, wcielony do Royal Navy jako „Kron Princen”, 74
- „Tre Kroner”, 74 – zabrany do Wielkiej Brytanii, wcielony do Royal Navy jako „Tree Kronen” 74
- „Arveprins Friderich”, 70 – zabrany do Wielkiej Brytanii, wcielony do Royal Navy jako „Heir Apparent Frederick” 74
- „Skjold”, 70 – zabrany do Wielkiej Brytanii, wcielony do Royal Navy jako „Skiold”, 74
- „Odin”, 74 – zabrany do Wielkiej Brytanii, wcielony do Royal Navy jako „Odin”, 74
- „Justitia”, 74 – zabrany do Wielkiej Brytanii, wcielony do Royal Navy jako „Justitia”, 74
- „Kronprinsesse Maria”, 70 – zabrany do Wielkiej Brytanii, wcielony do Royal Navy jako „Kron Princessen”, 74
- „Prindsesse Sophia Frederica”, 74 – zabrany do Wielkiej Brytanii, wcielony do Royal Navy jako „Princess Sophia Frederica”, 74
- „Prindsesse Caroline”, 66 – zabrany do Wielkiej Brytanii, wcielony do Royal Navy jako „Princess Carolina”, 74
- „Ditsmarsken”, 60 – spalony
- „Mars”, 64 – spalony na Saltholmie
- „Sejeren”, 64 – zabrany do Wielkiej Brytanii, wcielony do Royal Navy jako „Syeren”, 64

Fregaty
- „Perlen”, 46 – zabrana do Wielkiej Brytanii, wcielona do Royal Navy jako „Perlen”, 38
- „Rota”, 40 – zabrana do Wielkiej Brytanii, wcielona do Royal Navy jako „Rota”, 38
- „Freja”, 40 – zabrana do Wielkiej Brytanii, wcielona do Royal Navy jako „Freya” 36
- „Iris”, 40 – zabrana do Wielkiej Brytanii, wcielona do Royal Navy jako „Iris”, 36
- „Najaden”, 44 – zabrana do Wielkiej Brytanii, wcielona do Royal Navy jako „Nyaden”, 36
- „Havfruen”, 40 – zabrana do Wielkiej Brytanii, wcielona do Royal Navy jako „Hasfruen”, 36
- „Nymfen”, 36 – zabrana do Wielkiej Brytanii, wcielona do Royal Navy jako „Nymphen”, 36
- „Venus”, 36 – zabrana do Wielkiej Brytanii, wcielona do Royal Navy jako „Venus”, 36
- „Frederiksten”, 26 – zabrana do Wielkiej Brytanii, wcielona do Royal Navy jako „Frederickstein”, 32
- „St Thomas”, 22 – spalona
- „Triton”, 24 – spalona
- „Lille Belt”, 20 – zabrana do Wielkiej Brytanii, wcielona do Royal Navy jako „Little Belt”, 20
- „Fylla”, 22 – zabrana do Wielkiej Brytanii, wcielona do Royal Navy jako „Fylla”, 20
- „Eyderen”, 18 – zabrana do Wielkiej Brytanii, wcielona do Royal Navy jako „Eyderen”, 18
- „Elven”, 18 – zabrana do Wielkiej Brytanii, wcielona do Royal Navy jako „Elvin”, 18
- „Glückstadt”, 12 – zabrana do Wielkiej Brytanii, wcielona do Royal Navy jako „Gluckstadt”, 16

Brygi
- „Nidelven”, 18 – zabrany do Wielkiej Brytanii, wcielony do Royal Navy jako „Nid Elven”, 16
- „Sarpen”, 18 – zabrany do Wielkiej Brytanii, wcielony do Royal Navy jako HMS „Sarpen”, 18
- „Glommen”, 18 – zabrany do Wielkiej Brytanii, wcielony do Royal Navy jako „Glommen”, 16
- „Mercurius”, 18 – zabrany do Wielkiej Brytanii, wcielony do Royal Navy jako „Mercurius”, 16
- „Delphinen”, 18 – zabrany do Wielkiej Brytanii, wcielony do Royal Navy jako „Delphinen”, 16
- „Flyvende Fiske”, 14 (kuter z ożaglowaniem brygu)– zabrany do Wielkiej Brytanii, wcielony do Royal Navy jako „Flying Fish”, 14
- „Allart”, 18 – zabrany do Wielkiej Brytanii, wcielony do Royal Navy jako „Allart”, 16
- „Brevdrageren”, 18 – zabrany do Wielkiej Brytanii, wcielony do Royal Navy jako „Brev Drageren”, 12

Kanonierki
- 11 z dwoma działami na dziobie
- 14 z jednym działem na dziobie i jednym na rufie

W 1809 admiralicja brytyjska wypłaciła pryzowe uczestnikom bitwy pod Kopenhagą: każdy podoficer otrzymał 22 funty i 11 szylingów, a marynarz 3 funty i 8 szylingów.

## Odniesienia w kulturze
Książka Sharpe’s Prey Bernarda Cornwella opisuje przygody Richarda Sharpe’a podczas oblężenia Kopenhagi. Alexander Kent umieścił swojego bohatera, Richarda Bolitho w tej samej scenerii w powieści The Only Victor.
Duński Ildskær uczynił wydarzenia 1807 roku tematem swojego debiutanckiego, koncepcyjnego albumu Den rædsomste nat.